# Hertshooisneeuwmot
De hertshooisneeuwmot (Leucoptera lustratella) is een vlinder uit de familie sneeuwmotten (Lyonetiidae). De wetenschappelijke naam is voor het eerst geldig gepubliceerd in 1855 door Herrich-Schäffer.
De soort komt voor in Europa.